# Jean Antoine Gros
Pour les articles homonymes, voir Gros.
Jean-Antoine Gros, né le 15 octobre 1725 à Toulouse et mort le 23 mars 1790 à Paris, est un peintre, miniaturiste, graveur et illustrateur français, collectionneur et commerçant d'œuvres d'art. 

## Biographie
Jean-Antoine Gros commence une carrière de professeur de dessin à l'école des beaux-arts de Toulouse. Il s'oriente vers la peinture de portraits en miniatures. Il se passionne pour l'art et devint un collectionneur avisé de tableaux.
En 1747, il grave à la taille-douce, le frontispice de la thèse, imprimée à Montauban, sous le titre Exercices littéraire, soutenu dans le collège de Gimont et représentant Moïse présentant les tables de la Loi.
En 1759, il grave un nouveau frontispice pour la thèse Sur les empêchements de mariage, soutenue par Joseph Rest devant la Faculté de droit de Toulouse.
Le 12 juillet 1760, il grave le frontispice de la thèse de philosophie soutenue au collège de l’Esquile à Toulouse. 
En 1764, il épouse, à l'église Saint-Eustache de Paris, Félicité Labille, sœur de la miniaturiste et pastelliste Adélaïde Labille-Guiard. Mais quatre ans plus tard, Félicité Labille mourut. 
Le 12 juillet 1769 il continue de graver des frontispices pour des thèses philosophiques de candidats présentées au Collège Royal à Paris.
Le 2 avril 1770, il se remarie avec Madeleine Cécile Durant (1745–1831) qui, comme sa première épouse, était également miniaturiste et pastelliste.
Le 16 mars 1771 naquit leur fils Antoine-Jean Gros (1771-1835). Il apprend à son fils à dessiner à l’âge de six ans, et se montre dès le début un maître exigeant. 
En 1778, la peintre Élisabeth Vigée Le Brun réalise le portrait du jeune Antoine-Jean âgé de 7 ans. Elle lui donnera par la suite, ses premiers cours de peinture. À l'âge de 14 ans, son fils entre, de son propre gré, à l’atelier de David, qu’il fréquente assidûment tout en continuant de suivre les classes du collège Mazarin.
Il meurt le 23 mars 1790 à Paris.